# Siergiej Turyszew (polityk)
Siergiej Dmitrijewicz Turyszew (ros. Сергей Дмитриевич Турышев, ur. 8 października 1906 w guberni wołogodzkiej, zm. 2 kwietnia 1974 w Syktywkarze) – radziecki polityk, przewodniczący Rady Komisarzy Ludowych Komijskiej ASRR (1939-1945) i Rady Ministrów Komijskiej ASRR (1947-1950).
Działacz WKP(b), 1938-1939 III sekretarz i II sekretarz Komitetu Miejskiego WKP(b) w Syktywkarze, od września 1939 do 1945 przewodniczący Rady Komisarzy Ludowych Komijskiej ASRR. 1945-1947 słuchacz Wyższej Szkoły Organizatorów Partyjnych przy KC WKP(b), 1947-1950 przewodniczący Rady Ministrów Komijskiej ASRR, 1951-1953 zastępca szefa trustu "Wojwożnieft´" kombinatu w Uchcie ds. politycznych, 1953-1957 minister gospodarki komunalnej Komijskiej ASRR. Odznaczony Orderem Czerwonego Sztandaru Pracy (1943) i Orderem Wojny Ojczyźnianej II klasy (1945).